# Conseil européen du 17 mars 2020 en vidéoconférence
La réunion du Conseil européen du 17 mars 2020 en vidéoconférence est entièrement consacrée à la crise sanitaire et économique qui résulte de l'épidémie du coronavirus COVID-19. Elle fait suite à une première vidéoconférence organisée le 10 mars 2020 sur le même sujet.
L'objectif des dirigeants de l'Union européenne est de mieux coordonner les mesures adoptées par les États membres pour faire face à l'épidémie, à un moment où beaucoup d'entre eux ont pris des mesures nationales allant jusqu'à des restrictions plus ou moins importantes de passage des frontières avec leurs voisins européens.
Les principales décisions prises durant cette réunion du Conseil européen concernent la fermeture des frontières extérieures de l'UE. Des exceptions seront toutefois aménagées pour les ressortissants européens, les chercheurs, les médecins et les personnels soignants mobilisés contre l’épidémie. Cette décision s'applique aux pays de l’espace Schengen mais aussi aux cinq États de l’UE non membres de Schengen ainsi qu'au Royaume-Uni.
Le Conseil européen ordinaire prévu pour les 26 et 27 mars est reporté à une date ultérieure. Une nouvelle vidéoconférence sera organisée dans les prochains jours.

## Contexte
La progression rapide de l'épidémie conduit chaque État à prendre des mesures d'urgence sanitaire, sociale et économique, sans coordination européenne. Toutefois, l'Union européenne ne peut être laissée de côté en raison de la nécessité d'organiser les déplacements de personnes et de marchandises, de renforcer les acteurs de santé publique, de donner aux États des marges de manœuvre budgétaires et de s'appuyer sur ses moyens financiers. La Commission européenne a donc préparé avant le Conseil européen du 17 mars un ensemble de propositions portant sur ces enjeux,.
Ces propositions, présentées le 13 mars par Ursula von der Leyen montrent que la Commission est prête à assouplir, voire à suspendre, les règles relatives au pacte de stabilité et de croissance et au régime des aides d’État.

## Conclusions
Les conclusions du Conseil européen portent sur cinq points :
- Afin de limiter la propagation du virus, le Conseil européen approuve les propositions de la Commission européenne visant à interdire les déplacements non essentiels à destination de l'UE pour une période de 30 jours. Concernant les frontières intérieures de l'UE, l'objectif commun est d'assurer la circulation des médicaments, des denrées alimentaires et des biens, et de permettre aux citoyens européens d'être en mesure de se rendre dans leur pays d'origine ;
- Mettre à disposition du matériel médical, par des commandes conjointes et assurer sa libre circulation ;
- Promouvoir la recherche pour mettre au point un vaccin contre la maladie à coronavirus 2019 et le rendre accessible à tous ceux qui en ont besoin, en soutenant les entreprises européennes à cet égard ;
- Faire face aux conséquences socio-économiques par des initiatives de la Commission, telles que l'adaptation des règles relatives aux aides d'État, l'utilisation des marges de manœuvre prévues dans le pacte de stabilité et de croissance et le recours au budget de l'UE ; le Conseil soutient l'initiative d'investissement proposée par la Commission en réaction au coronavirus, d’un montant de 37 milliards d’euros, pour apporter de la liquidité aux petites entreprises et au secteur des soins de santé[3],[a] ;
- Organiser ensemble le rapatriement des citoyens de l'UE.